# Royal Television Society
La Royal Television Society (RTS) es una organización benéfica educativa con sede en Reino Unido, dedicada a la discusión y el análisis de la televisión en todas sus formas. Es la sociedad televisiva más antigua del mundo. Cuenta con catorce centros regionales por todo el Reino Unido, así como una sucursal en Irlanda.
Cada año destaca lo mejor de la industria con premios anuales (RTS Awards) en sus seis ceremonias a nivel nacional, así como los propios en cada uno de sus centros. 

## Historia
La sociedad fue formada el 7 de septiembre de 1927 con el nombre de «Television Society», luego de que John Logie Baird —considerado el inventor de la televisión— realizara una nueva prueba de transmisión de imágenes ante la British Association en Leeds, y se propusiera la creación de esta al finalizar la reunión.
Además de servir como foro para científicos e ingenieros, en sus inicios publicaba boletines informativos regulares que trazaban el desarrollo del nuevo medio. Estos documentos forman ahora importantes registros históricos de la historia temprana de la radiodifusión televisiva.
Obtuvo el título Real en 1966. El príncipe, Carlos de Gales, se convirtió en el Patrono Real en noviembre de 1997.

## Actividades

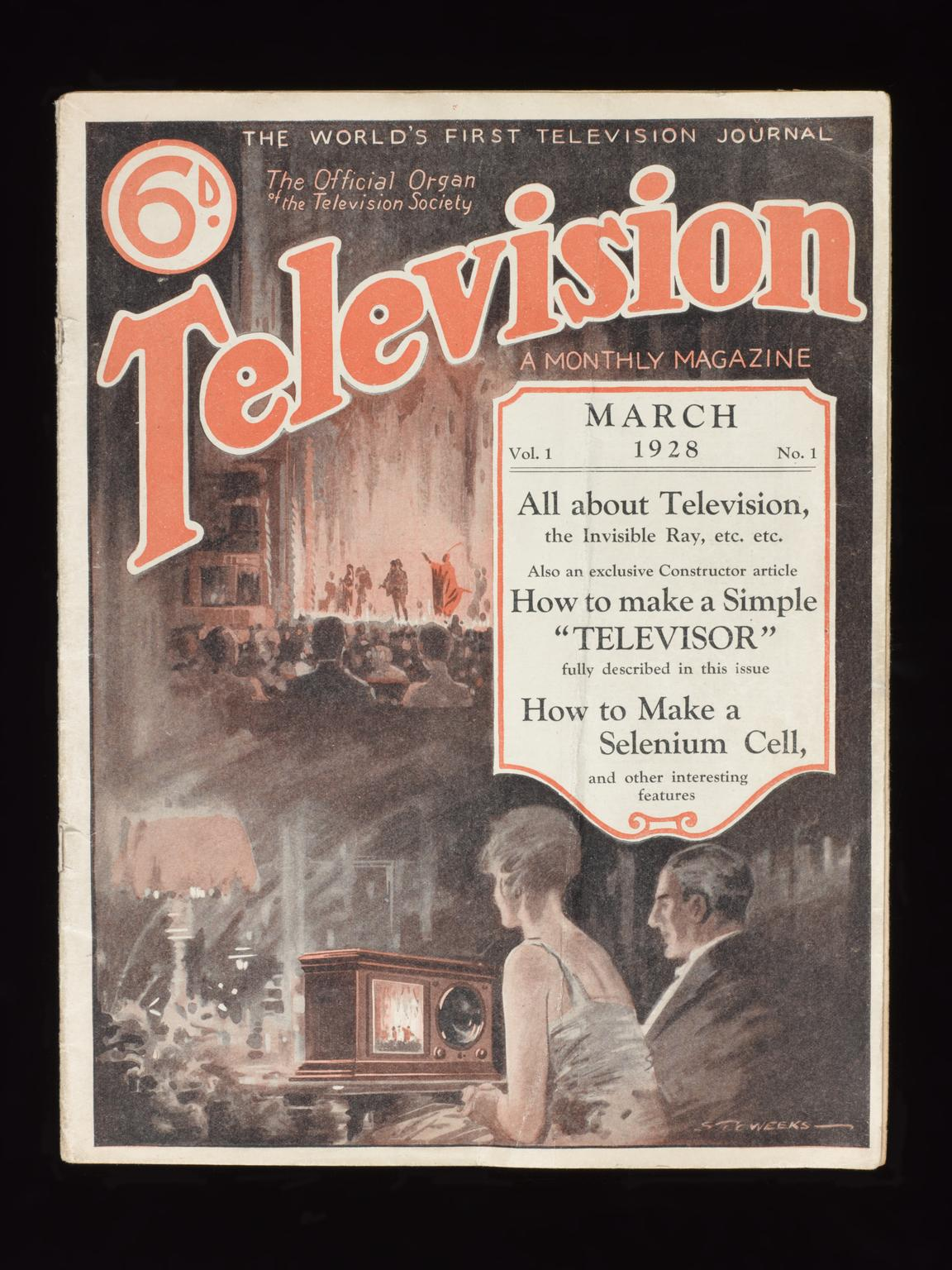
Portada de la primera edición de la revista Television, marzo de 1928

Realiza regularmente reuniones y seminarios, a los que asisten miembros del público y profesionales de diversas áreas de la industria de la televisión. También publica la revista mensual Television, la primera del mundo en su tipo, desde marzo de 1928.
Los principales eventos organizados por la RTS incluyen la convención bienal RTS Cambridge Convention, un evento de tres días que se lleva a cabo en el King's College de Cambridge, y el RTS London Conference en el Kings Place de Londres. En ambos hay lecturas y debates, donde exponen y se entrevistan a diversos líderes de la industria televisiva.
La RTS también organiza los eventos «Anatomy of a Hit», donde se reúnen escritores, elencos y comisionados de algunos de los programas de televisión más exitosos del Reino Unido para discutir sobre la realización de ellos y sus cualidades.
La sociedad posee un archivo sustancial de material impreso, fotográfico y audiovisual de gran valor para los historiadores y académicos de la televisión.
En 2007, se lanzó «RTS Futures» con la intención de ayudar a las personas en las primeras etapas de sus carreras en televisión. A través de eventos y ferias quienes comienzan en la televisión se reúnen con profesionales de alto nivel de la industria, así como con sus pares de otras instituciones. Acoge una amplia gama de charlas y sesiones de formación destinadas a ayudar a los jóvenes a progresar en el negocio. Las compañías se encuentran aquí con nuevos talentos, graduados y potenciales practicantes o aprendices de todos los orígenes del Reino Unido.

## Premios
| Nacionales - RTS Programme Awards - RTS Television Journalism Awards - RTS Craft & Design Awards - RTS Student Television Awards - RTS Young Technologist Awards - RTS Pilgrim Awards | Regionales - RTS Cymru/Wales Awards - RTS Devon and Cornwall Awards - RTS East Awards - RTS Isle of Man Awards - RTS London Awards - RTS Midlands Awards - RTS North East and Border Awards - RTS North West Awards - RTS Northern Ireland Awards - RTS Republic of Ireland Awards - RTS Scotland Awards - RTS Southern Awards - RTS Thames Valley Awards - RTS West of England Awards - RTS Yorkshire Awards |

## Presidentes
Además del Patrono Real, la sociedad designa vicepresidentes y un presidente que contribuyen a ella pero no participan de su gobernanza.
- Lord Richard Haldane (1927-1928)
- Sir John Ambrose Fleming (1928-1945)
- Sir Robert Burnham Renwick (1945-1954)
- Sir Vincent Ziani de Ferranti (1954-1957)
- Sir George Reginald Barnes (1958-1960)
- Sir Harold Bishop (1961-1962)
- Sir Robert Fraser (1963-1964)
- Sir Neil Sutherland (1965-1966)
- Lord B. V. Bowden (1967-1972)
- Barón Buxton of Alsa (1973-1977)
- Príncipe Eduardo, Duque de Kent (1977-1979)
- Sir Huw Pyrs Wheldon (1979-1986)
- Sir Paul Leonard Fox (1986-1992)
- Sir William Frederick Cotton (1992-1995)
- Lord Michael Grade (1995-1997)
- Sir Jeremy Israel Isaacs (1997-2000)
- Alan Will Wyatt (CBE) (2000-2004)
- Sir Robert Weston Phillis (2004-2009)
- Sir Peter Lytton Bazalgette (2010-2016)
- Vacante-